# Wallace Oliveira dos Santos
Wallace Oliveira dos Santos (* 1. Mai 1994 in Rio de Janeiro), kurz Wallace, ist ein brasilianischer Fußballspieler.

## Vereinskarriere
Wallace begann seine Karriere in der Jugendabteilung des brasilianischen Vereins Fluminense, bevor er am 31. Juli 2011 gegen den Ceará SC sein Debüt in der ersten Mannschaft gab. Am 20. Juli 2012 gelang ihm gegen den EC Bahia sein einziges Tor in der brasilianischen Série A. Seine Zeit bei Fluminense verlief für den jungen Außenverteidiger dennoch sehr erfolgreich: Er brachte es auf 21 Ligaeinsätze, zwölf Mal stand er dabei in der Startelf. Außerdem gewann er mit seinem Verein 2012 die Meisterschaft, die Staatsmeisterschaft von Rio de Janeiro und die Taça Guanabara.
Im Januar 2013 sicherte sich der englische Verein FC Chelsea für rund sechs Millionen Euro die Dienste des jungen Brasilianers, der aber noch bis zum Saisonende auf Leihbasis bei Fluminense blieb. Nachdem er bei Chelsea einen Großteil der Vorbereitung für die Saison 2013/14 bestritten hatte, wurde Wallace im August 2013 für eine Spielzeit an den italienischen Verein Inter Mailand ausgeliehen.
Zur Saison 2015/16 wurde Wallace an den Serie-A-Aufsteiger FC Carpi weiterverliehen. Nach Saisonende in Italien, wurde er im Mai 2016 in seine Heimat an Grêmio Porto Alegre ausgeliehen. Hier spielte Wallace bis ins Jahr 2017 hinein, bis er aufgrund von Knieverletzungen längerfristig ausfiel. Sein Vertrag, der bis zum 1. Juli 2018 ging, wurde bei Chelsea nicht verlängert.
Nachdem er den Rest des Jahres 2018 ohne Kontrakt war, nahm ihn im Januar 2019 der Figueirense FC unter Vertrag zunächst bis August 2020. Erst im Mai 2020 zeichnete sich ab, dass Wallace künftig wieder Fußball spielen kann. Im April 2022 wechselte Wallace ablösefrei zum Sampaio Corrêa FE aus Saquarema. In der zweiten Liga der Staatsmeisterschaft von Rio de Janeiro bestritt er am 30. April 2022 wieder sein erstes Spiel nach vier Jahren.

## Nationalmannschaft
Wallace lief bisher für verschiedene Nachwuchsmannschaften Brasiliens auf. Mit der U-17 der Seleção gewann er die U-17-Südamerikameisterschaft 2011. Außerdem nahm er an der U-17-Weltmeisterschaft 2011, an der U-20-Südamerikameisterschaft 2013 sowie an der U-20-Weltmeisterschaft 2013 teil.

## Erfolge
Nationalmannschaft
- U-17-Südamerikameisterschaft: 2011

Fluminense
- Brasilianische Meisterschaft: 2012
- Staatsmeisterschaft von Rio de Janeiro: 2012
- Taça Guanabara: 2012

Grêmio
- Copa do Brasil: 2016